# Helen Darling
Helen Marie Darling (Columbus, 29 agosto 1978) è un'ex cestista e allenatrice di pallacanestro statunitense, professionista nella WNBA.

## Carriera
È stata selezionata dalle Cleveland Rockers al secondo giro del Draft WNBA 2000 (17ª scelta assoluta).
Con gli Stati Uniti ha disputato le Universiadi di Palma di Maiorca 1999.

## Palmarès
- Migliore nelle palle recuperate NWBL (2004)